# Kairos (ракета-носитель)
KAIROS (яп. カイロス, акроним от англ. Kii-based Advanced & Instant Rocket System) — первая японская частная ракета-носитель. Создана компанией Space One, основанной совместно Canon Electronics и аэрокосмическим предприятиям IHI Aerospace, производящим также ракету-носитель Эпсилон для Японского аэрокосмического агентства (JAXA). Kairos относится к ракетам-носителям лёгкого класса, она выводит полезную нагрузку массой до 250 кг на низкую околоземную орбиту высотой 500 км с наклонением 33°, на солнечно-синхронную орбиту высотой 500 км с наклонением 97° ракета способна вывести до 150 кг. Название Kairos отсылает к древнегреческому богу удачи и в то же время является акронимом от Kii-based Advanced & Instant Rocket System («Передовая ракетная система быстрой готовности, базирующаяся на Кии»).
Для запусков ракет-носителей Kairos компанией Space One построен космодром Кии на южной оконечности одноимённого полуострова. Предполагается, что компания Space One сможет осуществлять запуски ракеты Kairos через четыре дня после получения полезной нагрузки для неё.

## Конструкция
Конструкция ракеты Kairos включает три твердотопливных ступени, четвёртую ступень с жидкостным реактивным двигателем, служащую для довыведения полезной нагрузки на целевую орбиту, и головной обтекатель для защиты полезной нагрузки на этапе выведения. Диаметр ступеней ракеты — 1,35 метра, головного обтекателя — 1,5 метра. Длина ракеты — 18 метров, стартовая масса — около 23 тонн. 

## Запуски
Первоначально запуск носителя Kairos с космодрома Кии планировался на март 2022 года, но неоднократно переносился.
Первая попытка пуска ракеты, которая должна была вывести в космос экспериментальный спутник ДЗЗ для японского правительства, была предпринята 9 марта 2024 года и отложена после появления корабля в зоне повышенной опасности. 
Запуск состоялся 13 марта 2024 года и закончился подрывом ракеты через несколько секунд после старта; о причинах подрыва не уточняется.
Второй запуск носителя Kairos был осуществен 18 декабря 2024 года и также закончился неудачей.